# ストリングアンサンブル
ストリングアンサンブルとは、本来は弦楽器の合奏を指す。転じて、主に電子的に合成された弦楽器の音を発するキーボードの呼称として使用される様になった。ただし、その成立の経緯上、幾つかの呼び方が存在する(後述)。

## 概歴
オーケストラの弦楽器音をキーボードで得る事が出来る楽器として、まずメロトロンが1960年代に登場した。メロトロンは実際の弦楽器等の合奏を録音した磁気テープを再生して目的の音を得ていたが、その構造上、価格や音の精度、メインテナンスの難しさという問題があった。これに対する解決策として弦楽器の合奏音を電子的に合成出来る楽器の開発がなされるに至った。
1974年、オランダの楽器メーカーであるN.V.Eminent社が「Solina String Ensemble」を開発した(一般的には「ソリーナ」と呼ばれた)。同製品は世界的にヒットし、日本のローランドやコルグ、ヤマハなども同様の機能を有する機種を発表した。
しかし1980年代になって、ポリフォニックシンセサイザーの機能が充実し、同楽器の機能を含有する様になった為、その役割を終える事になった。

## 呼び方
この機能を有する機種に対する呼び方は複数あり、統一されていない。

### ストリングアンサンブル
同楽器の代表的存在であるソリーナには、操作パネル左側に「String Ensemble」と書かれている。これにより、同様の機能を持つ楽器全般を「ストリングアンサンブル」と呼称する例が多い。

### ストリングス
ローランドの該当製品であるRS-101/202の操作パネル右側に「STRINGS」と書かれており、これによって同楽器を「ストリングス」と呼称する場合がある。

### シンフォナイザー
1976年6月にシンコー・ミュージックから発行された「スーパーロック マルチ・キーボードの全貌」で使用された分類名。後述のフリーマンの製品名でもある。

### ポリフォニックアンサンブル
コルグが1970年代後半にリリースしたPE-1000/PE-2000の製品名だが、1977年8月にエイプリル出版から発行された「ロック&キーボード/シンセサイザー」では、同楽器の分類名に「ポリフォニック・アンサンブル」が使用されている。実際にはPE-2000がストリングアンサンブルに相当する機能を有しているが、後述のコルグによるウェブサイトでは、PE-2000は「ポリフォニック・アンサンブル・オーケストラ」と称されている。

### アンサンブル・キーボード
1978年10月にエイプリル出版から発行された「ロック&キーボード'79/シンセサイザー」では、同楽器の分類名に「アンサンブル・キーボード」が使用されている。

## 主な機種
- ソリーナ(ストリングアンサンブル)

1974年にオランダのN.V.Eminent社が開発した製品。アメリカではアープが販売していた為「アープ・ソリーナ」或いは「アープ・ストリング・アンサンブル」と呼ばれる例があった。日本での価格は55万円。
- フリーマン・ストリング・シンフォナイザー

シカゴ・ミュージカル・インストゥルメントがソリーナと同時期に発売したもの。ソリーナより多少大型だが、サウンドはよく似たもの。開発は1969-1972年イギリスのケン・フリードマンが行った。。
- コルグPE-2000(ポリフォニック・アンサンブル・オーケストラ)

1976年にコルグが発表した製品。3つの独立した発振機を同時に使用し、鍵を1つ押すと3本の弦楽器がユニゾンで鳴る様な音を得ていた。価格は27万円。
- ローランドRS-101(ストリングス)

1977年にローランドが発表した製品。61鍵でストリングI/II/ブラスの音色が使用出来た。価格は18.5万円。
- ローランドRS-202

RS-101の上位機種。ヴィブラートにディレイ機能が搭載されているなど、幾つかの点でグレードアップしている。価格は19.5万円。
- ヤマハSS-30

1977年にヤマハが発表した製品。49鍵で、木目調のボディーが特徴だった。価格は22.5万円。

## 関連事項
- キーボード (楽器)
- シンセサイザー
- ストリングス